# Johor
Johor, o Johore (Jawi:جوهور), és un estat de Malàisia situat a l'extrem meridional de la península de Malaca, entre 1°20"N i 2° 35′ N. És un dels estats més desenvolupats de Malàisia. La capital i seu reial de Johor és Johor Bahru, o Tanjung Puteri. L'antiga capital és Johor Lama. El nom àrab honorific de l'estat és Darul Ta'azim ("Residència de Dignitat").
L'estret de Malaca el separa de l'illa de Sumatra. És cobert en bona part per la jungla. Hi ha importants plantacions de cautxú. Constituït com a regne durant el segle xvi pels soldans de Malaca, el 1948 s'adherí a la Federació de Malàisia com a soldanat autònom.